# Rio Obá
Obá (em iorubá: Odo Ọba) é um rio nos estados de Oió e Oxum na Nigéria. É o principal afluente do rio Oxum. A paisagem varia de savana arborizada no norte a floresta tropical no sul. O rio está fortemente poluído. A maioria das pessoas que vivem ao longo da sua extensão praticam a agricultura e a pesca.

## Nome
O rio foi nomeado em honra ao orixá iorubá Obá, uma das esposas de Xangô. Segundo a lenda Oxum enganou Obá dizendo para ela cortar sua orelha e adicioná-la à alimentação do Xangô, dizendo que iria agradá-lo. Quando Xangô encontrou a orelha de Obá na comida, ficou furioso e Oxum e Obá fugiram assustadas, transformando-se em rios. O mito justifica nisso o fato do ponto de encontro dos rios Oxum e Obá ser tão apressado.

## Curso
Obá é o principal afluente do Oxum. Sobe 15 quilômetros ao norte de Obomoxó no estado de Oió. Passa por Obomoxó, onde é represado. O reservatório foi concluído em 1964 e abrange área de 137,6 hectares, com capacidade de armazenamento de 3520 megalitros. É alimentado pelos córregos Idecom, Eeguno, Acambi Quemolouó, Omogum e Iacum e a área de captação é de 321 quilômetro quadrados (120 sq mi).
O Obá continua ao sul da barragem até se juntar ao Oxum logo acima do assentamento de Odo Obá. Os assentamentos ao longo do seu curso de norte a sul incluem Apó, Iluju, Obadá, Mosunmadé, Otuocum, Balé, Olori e Olumoié. O rio recebe um afluente esquerdo a jusante de Obadá e outro afluente esquerdo ao sul de Olori. O segundo afluente passa por Ifé Odã. O Obá junta-se ao Oxum numa série de corredeiras.
Os dois se encontram no extremo norte do reservatório Asejiré.

## Meio Ambiente
O clima na parte superior do rio em torno de Obomoxó tem temperaturas consistentemente altas, com intensidade moderada a intensa em março-julho, e médias pluviométricas anuais de 1 247 milímetros (49 pol). Sua vegetação deriva da savana, entre a zona da savana do norte e as florestas tropicais da região de Ibadã. Um estudo publicado em 2014 descobriu que os peixes no reservatório de Obomoxó estavam infectados com parasitas que poderiam causar risco para os consumidores humanos. Há pouco ou nenhum oxigênio dissolvido na água.
Fontes de poluição incluem esgoto e resíduos domésticos e de mercado, e inclui muita matéria inerte que não é prontamente biodegradável.

## Economia
As pessoas em todo o comprimento do Obá estão principalmente engajadas em agricultura e pesca. Em 1977, 4,9% da terra em torno do reservatório de Obomoxó era cultivável, enquanto outros 71,9% estavam cobertos por floresta e os restante 23,2% eram utilizados em pousio. Em 1992, o uso era de 23,5% para floresta, 60,5% para cultivo e 16,0% para pousio. As principais culturas são milho e vegetais, particularmente quiabo. Os agricultores usam intensamente o fertilizante nitrogenado. Em 2014, os trabalhadores agrícolas do norte da Nigéria começaram a praticar o cultivo de irrigação na bacia do Obá em Icosé, Iluju, Icoí-Ilé e Oriré. Usavam bombas para pegar água do Obá, muitas vezes canalizando um quilômetro ou mais para suas terras agrícolas. As culturas incluem quiabo, milho, berinjela e melancia. Os agricultores encontraram um mercado pronto com compradores dos estados de Oxum, Ondo e Oió. A agricultura de irrigação é incomum na região, uma vez que a precipitação é bastante abundante, mas é comum nos estados do norte de onde os agricultores vieram.